# Szabszir Tamalaj
Szabszir Tamalaj (arab. شبشير طملاي) – miejscowość w Egipcie, w muhafazie Al-Minufijja. W 2006 roku liczyła 7954 mieszkańców.